# Поганий сусід
Поганий сусід (Nebenan) — американо-німецький комедійний фільм 2021 року. Режисер Даніель Брюль; сценарист Даніель Кельман. Продюсери Даніель Брюль та Мальте Грюнерт. Світова прем'єра відбулася 1 березня 2021 року; прем'єра в Україні — 4 листопада 2021-го.

## Про фільм
Даніель — успішний актор, який з родиною проживає в пентхаусі у стильному районі Пренцлауер-Берг. Одного дня він збирається полетіти до Лондона — на кінопроби до супергеройського блокбастера. Однак дорогою заходить у бар, де зустрічає свого сусіда. Сусід явно знає занадто багато про Даніеля — більше ніж той собі уявляв.

## Знімалися
| Актор         | Роль |
| ------------- | ---- |
| Даніель Брюль |      |
| Петер Курт    |      |
| Ріке Екерманн |      |
| Енне Шварц    |      |
| Годе Бенедікс |      |
| Вікі Кріпс    |      |
| Мекс Шлюпфер  |      |
| Штефан Шойман |      |
| Нільс Дергело |      |